# Jindřich Bernhard Thebes
Jindřich (Heinrich) Bernhard Thebes O.Cist. (4. listopadu 1928, Wickerhausen – 27. března 2010, Goppeln) byl německý římskokatolický duchovní a v letech 1990-2010 v pořadí 48. opat cisterciáckého kláštera v Oseku u Duchcova v severních Čechách. Po pádu komunismu v tomto klášteře obnovil řeholní život.

## Život

### Mládí a studia
Narodil se ve Wickerhausenu u Hannoveru dne 4. listopadu 1928. Pocházel ze zemědělské rodiny a měl šest sourozenců. Vystudoval gymnázium v Einbacku a poté byl povolán k námořnictvu.
Po druhé světové válce se vyučil zednickému řemeslu a jako tovaryš mnoho cestoval. Ve Freiburgu vstoupil do Kolpingova díla a později studoval v Mohuči. Během těchto studií se seznámil s cisterciákem kláštera Vyšší Brod, P. Norbertem Vodenkou, který byl vyhnán z Čech. Tento mnich jej velmi ovlivnil, a Jindřich Thebes byl přijat jako novic do opatství Marienstatt. Tehdy přijal řeholní jméno Bernhard. Byl přijat s tím, že řeholní sliby bude skládat pro vyšebrodský klášter. Tyto sliby složil v roce 1957, a později byly přepsány na opatství Osek. V roce 1960 maturoval v koleji Marianum. Během těchto studií spolupracoval na přestavbách zřícenin zámku v Langwadenu. Ze zámku se stal klášter, kde se usadil odsunutý mnišský konvent z Oseka.
Po maturitě studoval filosofii a posléze i teologii. Svá teologická studia absolvoval v Římě. V roce 1965 přijal z rukou kardinála Fringse kněžské svěcení a začal působit v Langwadenu. Langwadenský klášter se stal díky němu místem, kde nacházeli pomoc lidé na okraji společnosti. V té době se kolem kláštera začalo rozvíjet společenství oblátů (oblát je u řádů s řeholí svatého Benedikta laik, který je přidružen ke klášternímu společenství, u jiných řádů je obdobná instituce - tzv. třetí řád, jehož členové jsou nazváni terciáři). V roce 1975 se stal v Langwadenu převorem.

### Osecký opat

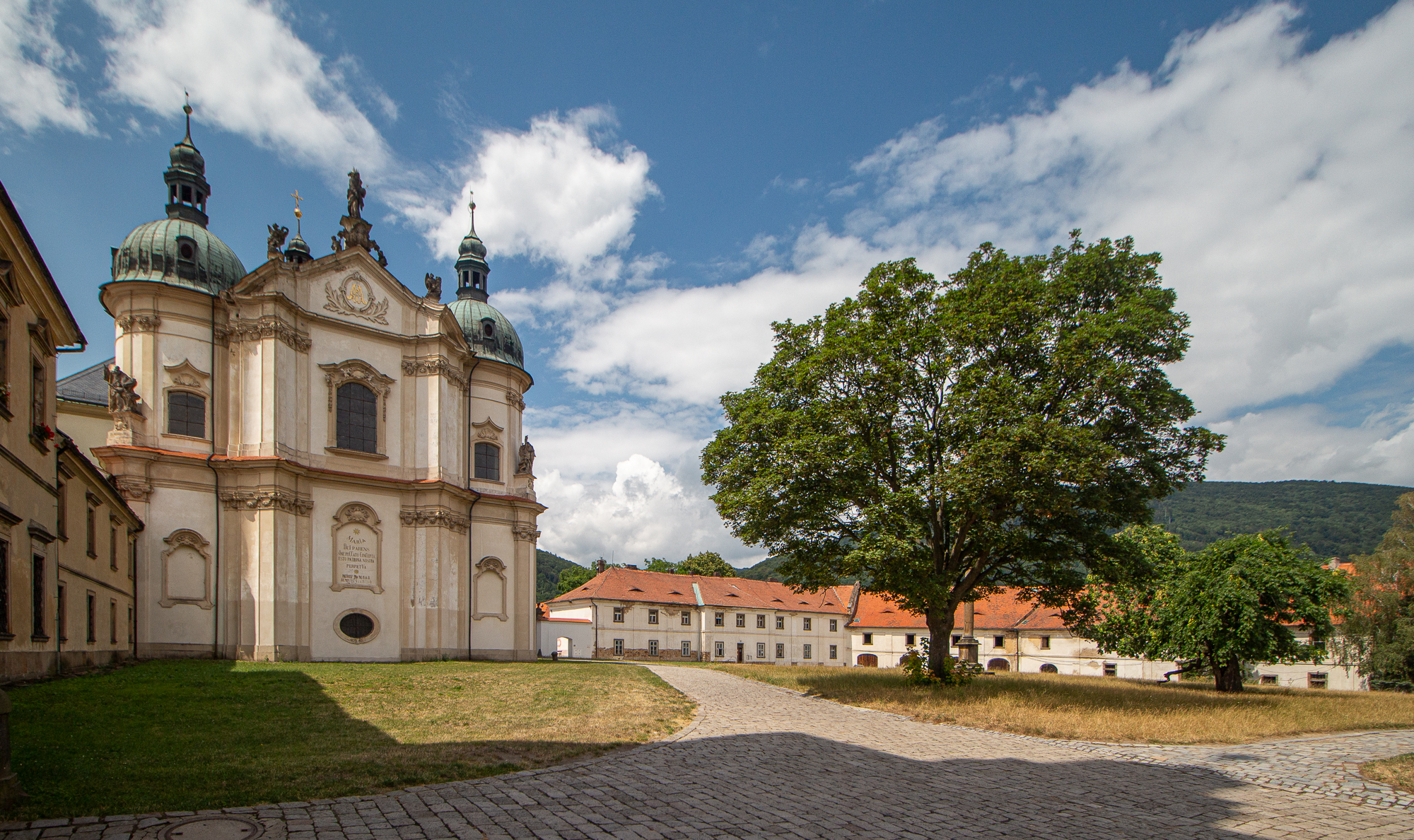
Cisterciácký klášter v Oseku

Po roce 1989 se mohly řády vracet do svých klášterů. Osečtí cisterciáci se mohli vrátit do svého kláštera. Zvolen byl během kapituly, dne 14. července 1990 a stal se v pořadí již 48. opatem oseckého kláštera. Hned následujícího dne - 15. července 1990 - přijal opatskou benedikci. Do oseckého kláštera přišel 21. března roku 1991. V 90. letech byl klášter Osek domovem malé cisterciácké komunity. Komunita prošla několika proměnami, od roku 2007 zde žili stabilně dva mniši - opat Bernhard, a P. Charbel J. Schubert. Opat Bernhard využil rozsáhlý klášterní areál také k tomu, že v jedné jeho části nechával bydlet lidi sociálně slabé. Vedle toho při klášteře zřídil společenství oblátů. Zasloužil se též o obnovení poutního místa v Mariánských Radčicích nedaleko Oseka, které až do roku 1975 cisterciácký řád spravoval, a o opravu kostelíka Nejsvětějšího Srdce Ježíšova na Dlouhé Louce u Oseka. V tomto kostelíku vlastnoručně vyzdil nový hlavní oltář.

### Závěr života
V závěru života sedm let bojoval s rakovinou. V letech 2003–2004 ještě v plné síle zorganizoval oslavy 800 let založení kláštera v Oseku. Ze zdravotních důvodů odešel na jaře roku 2008 do charitního domova v Goppeln v Německu a P. Schubert byl přeložen do jiného kláštera. Klášter Osek osiřel. Podle svých možností, limitovaných jeho zdravím, se účastnil setkávání oblátů kláštera, v srpnu roku 2009 se účastnil výročí 800 let od posvěcení oseckého klášterního kostela.
Dne 27. března 2010 zemřel v německém Goppelnu, a 7. dubna téhož roku byl pohřben v Oseku do opatské krypty v transeptu klášterního kostela.